# Voss kommun
Voss kommun (nynorska: Voss herad) är en kommun i Vestland fylke i västra Norge. Kommunens centralort är tätorten Vossevangen (vars järnvägsstation heter Voss). Voss är en av fyra kommuner i Norge som använder termen herad (härad) i sitt namn i stället för kommune (kommun).

## Administrativ historik
Voss kommun upprättades den 1 januari 1838 (som Voss formannskapsdistrikt) när Formannskapslovene från 1837 trädde i kraft. Kommunen omfattade då större delen av nuvarande Voss kommun samt områden i den sydöstra delen (Bergsdalen) samt nordöstra delen (Eksingedalen) av nuvarande Vaksdals kommun.
Den 1 januari 1867, genom kunglig resolution, överfördes ett bebott område (med 28 invånare) från Voss kommun till Hosangers kommun.
Den 1 januari 1868 bröts Vossestrands kommun ut ur kommunen som då minskade från 9 601 invånare före delningen till 7 592 invånare efter.
Den 21 augusti 1869, genom kunglig resolution, överfördes ett obebott område från Voss kommun till Vossestrands kommun.
Den 1 januari 1885 bröts Evangers kommun ut ur kommunen som då minskade från 7 448 invånare före delningen till 5 403 invånare efter. Den återstående delen omfattade ett område i den mellersta delen av nuvarande Voss kommun (Raundalens och Voss socknar).
Den 1 januari 1964 gick Vossestrands kommun samt huvuddelen av Evangers kommun åter upp i Voss kommun. Kommunen ökade då från 10 575 invånare före sammanslagningen till 13 223 invånare efter.
Den 1 januari 2020 gick Granvins kommun samt en mindre del av Ullensvangs kommun upp i Voss kommun.

## Kommunvapen
Blasonering: På raud grunn ei sølv fele, skråstilt venstre-høgre.
(I rött fält en ginbalksvis ställd violin av silver.)
Kommunvapnet kombinerar motivet från Granvins kommuns gamla vapen med tinkturerna från Voss gamla vapen.

### Vapen för tidigare kommuner inom den nuvarande kommunen

Granvins kommun (1988–2019)
Voss kommun (1977–2019)

## Tätorter
I Voss kommun finns fem tätorter:
- Granvin
- Mønshaugen-Bjørgum
- Nordheim-Kyte
- Skulestadmoen
- Vossevangen (centralort)

## Socknar
Inom Norska kyrkan är Voss kommun indelad i sex socknar:
- Evangers socken
- Granvins socken
- Oppheims socken
- Raundalens socken
- Vinje socken
- Voss socken

Socknarna ingår i Hardanger og Voss prosteri i Bjørgvins stift.

## Bilder

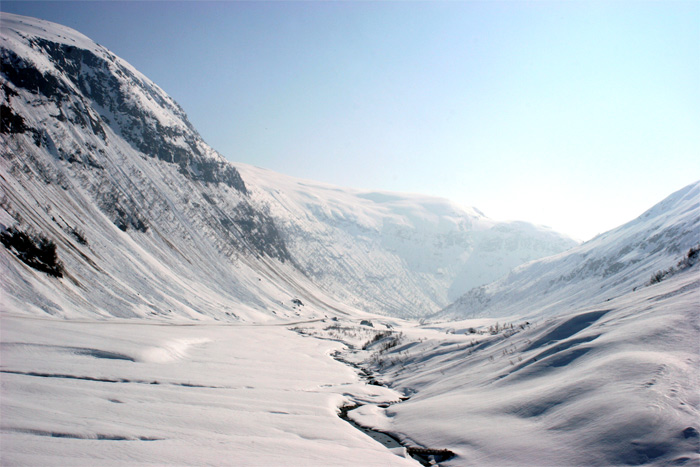
En dal i Voss kommun.
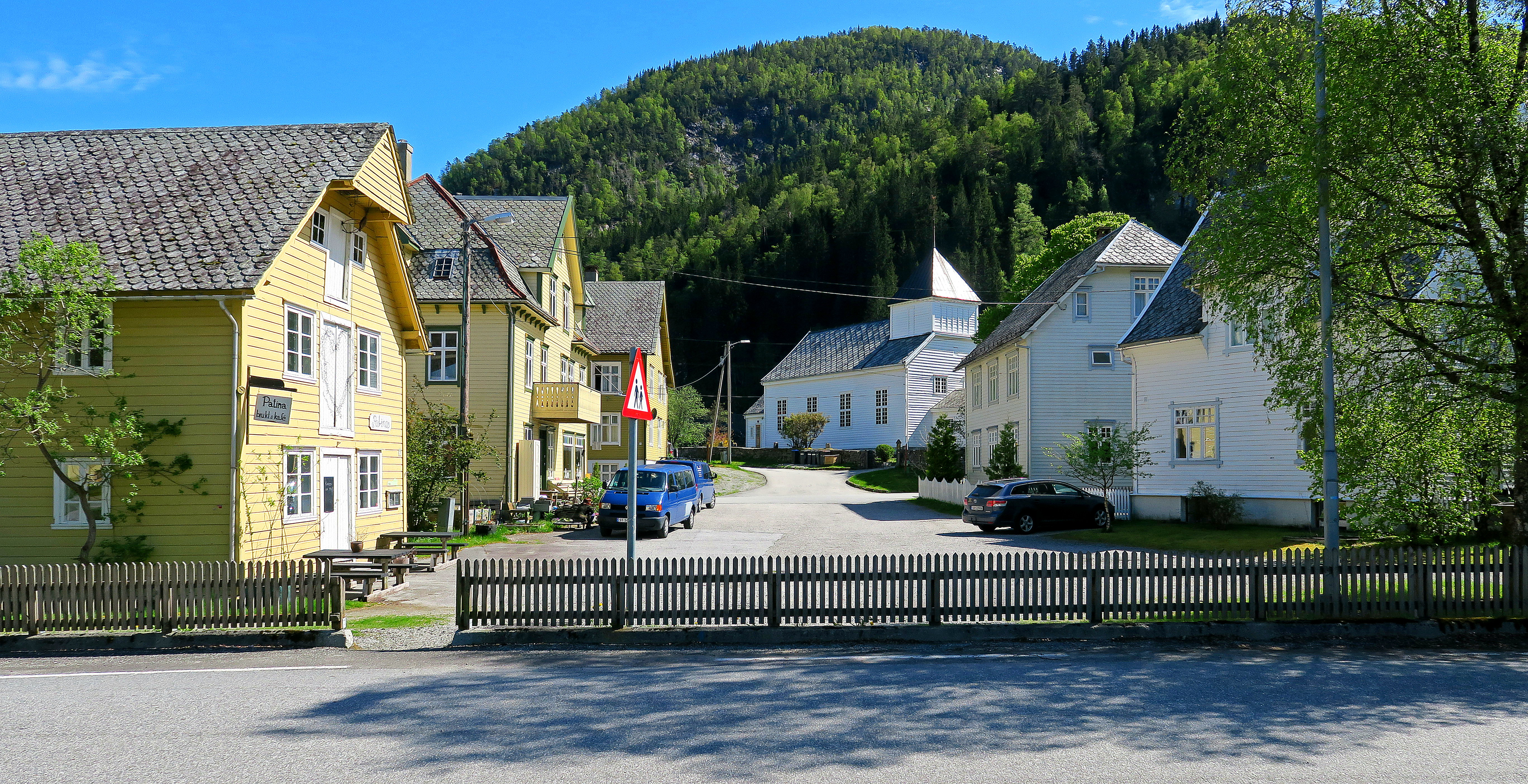
Evangers kyrka och Knute Nelson-gata.
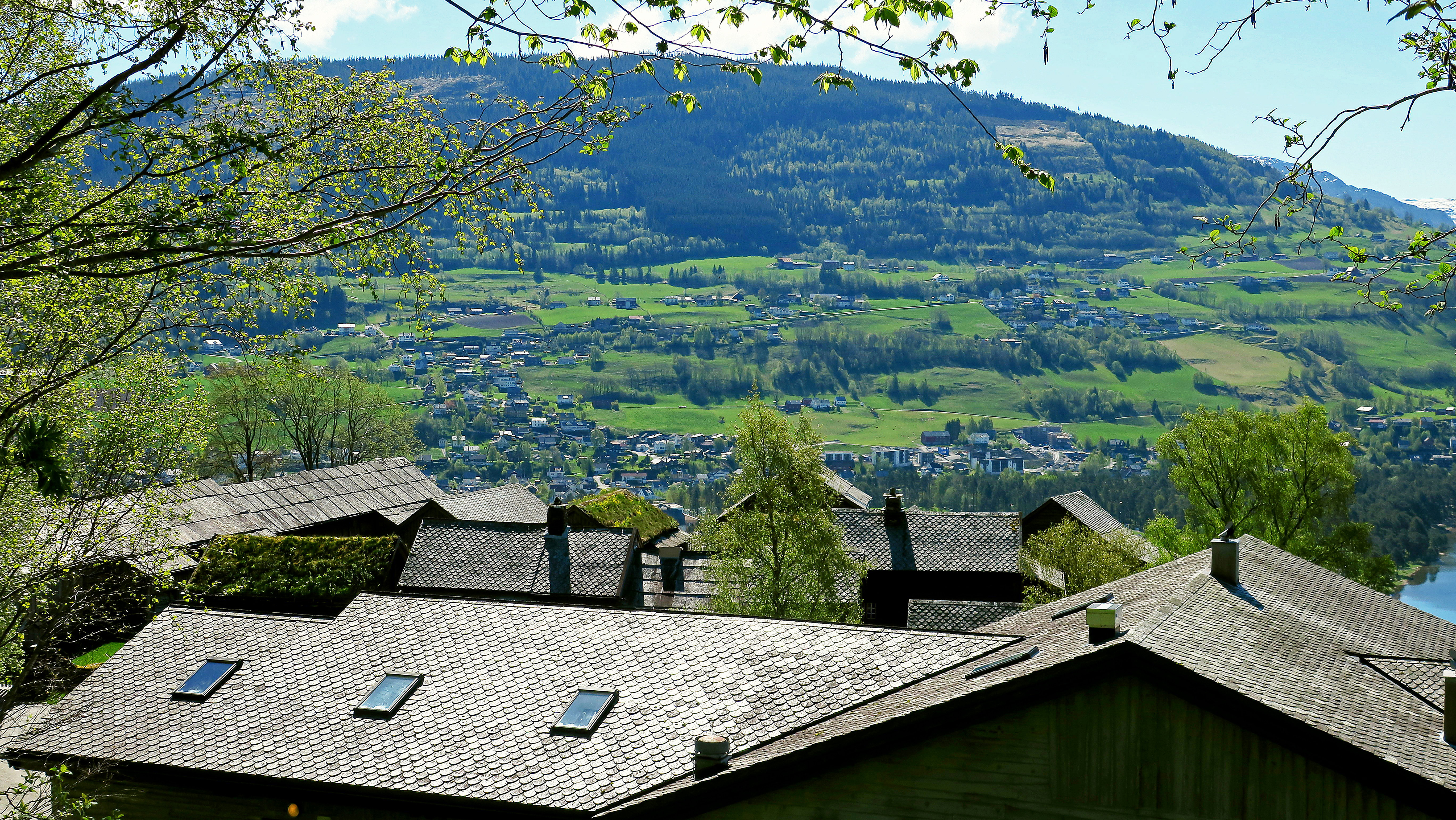
Voss Folkemuseum och Mølstertunet.
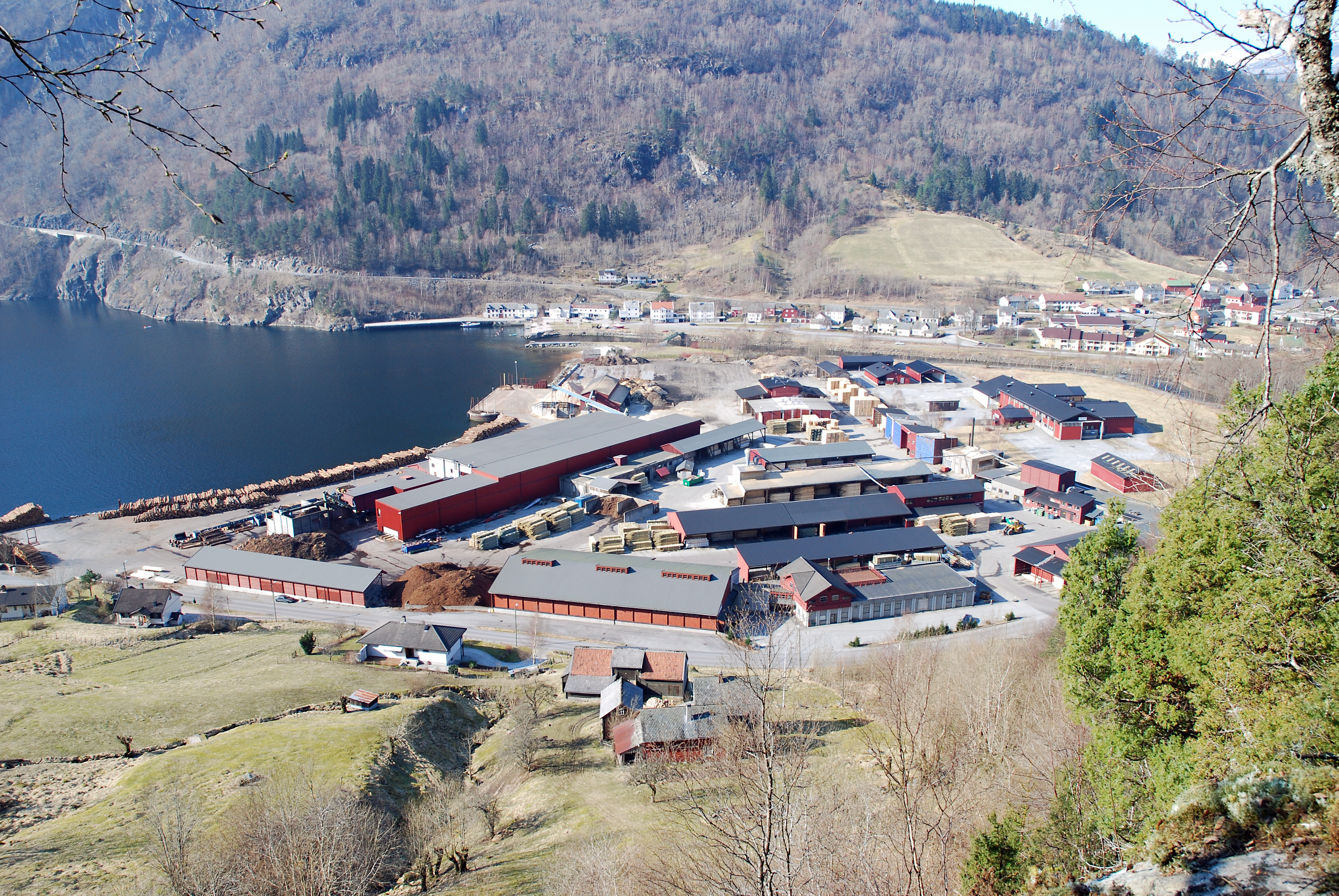
Granvin.